# Jill Elgin
Jill Elgin (née le 13 janvier 1923 à Princeton dans le New Jersey et morte le 25 janvier 2005 à Key West en Floride) est une auteure de comics.

## Biographie

### Jeunesse et dessinatrice de comics
Jill Elgin, de son vrai nom Kathleen Josephine Elgin naît le 13 janvier 1923 à Princeton dans le New Jersey mais dès l'année suivante ses parents déménagent dans l'Ohio où ils sont nés. En 1925, naît sa sœur Susanne suivie en 1927 par Charlene. En 1937, Jill Elgin dessine un strip qu'elle signe Jo Elgin et qui est publié dans la partie dévolue aux étudiants du journal local The Xenia Gazette. En juin 1939, Kathleen Elgin reçoit son diplôme universitaire. Au mois de septembre 1940, elle s'inscrit à l'école d'art de Dayton, la Dayton Art Institute. Cependant, comme son père, qui est un vétéran de la première guerre mondiale, s'engage en 1941, elle suit sa mère et ses deux sœurs lorsque celles-ci déménagent à Hampton Bays à Long Island. Cette année elle place des dessins chez Parents' Magazine Press pour plusieurs de leurs magazines (True Comics, Calling All Girls et Real Heroes). En 1942, elle quitte Hampton Bays pour New York où elle suit des cours du soir dans une école d'art l' Académie américaine de design. Pour vivre, elle dessine des publicités mais cela ne suffit pas. Aussi elle présente son portfolio, dans lequel se trouvent des planches du strip du Xenia Gazette, à plusieurs éditeurs. Elle est engagée par Everett Arnold responsable de Quality Comics et commence par encrer Kid Eternity. Cette même année elle signe pour la première fois un comics, intitulé Gay Legends of the Saints et publié par l'éditeur Sheed & Ward Publishing Company, du nom de Jill Elgin. Toujours en 1942, elle reprend le comics Girl Commando, publié par Harvey Comics, dessiné par Barbara Hall. Elle travaille aussi pour Funnies Incorporated. Lorsque la guerre s'achève la famille retourne vivre à Hampton Bays.

### Auteure pour la jeunesse
En 1950, elle illustre le livre pour enfant Big and Little, Up and Down écrit par E. Berkley. Elle change de nom de plume et signe alors Kathleen Elgin. Elle se consacre alors à ce métier d'illustratrice de livres pour la jeunesse et abandonne les comics. En plus de travailler sur les textes d'autrui, elle écrit aussi plusieurs romans pour la jeunesse comme The First Book Of Myths en 1957 ou Nun en 1965. En 1967, elle est engagée par Franklin Watts Publishing Company pour écrire et illustrer une série de livres documentaires pour la jeunesse consacrée au corps humain. Cette série dure jusqu'en 1975. En 1968 pour David McKay Publishing Company elle écrit et illustre trois ouvrages pour la jeunesse traitant de la liberté de culte (The Quakers en 1968, The Mormons en 1969 et The Unitarians en 1971. En 1975, elle prend sa retraite d'illustratrice mais elle se charge de dessiner et de superviser la création des vitraux de la cathédrale St John the Divine à New-York ceux de la clinique Mayo à Rochester dans l'état de New-York. Ainsi bien qu'elle ait cesser de dessiner pour un salaire, elle travaille encore de temps en temps pour des associations (posters, brochures, etc.). En 1979, après la mort de sa mère, elle déménage pour Key West en Floride où quelques années plus tard elle rencontre Liz Kern, née en 1938, avec laquelle elle vit à partir de 1987. Kathleen ELgin meurt le 28 janvier 2005 à Key West.